# Julien Hallard
Julien Hallard (Lisieux, 1974) és un director de cinema francès. Després d'estudiar ciències polítiques a l'Institut d'Estudis Polítics de Lille i de diversos "traballs ocasionals", Julien Hallard va fer curtmetratges com a autodidacta, com Cheveu, premiat el 2010  amb el  Premi al millor curtmetratge del Sindicat Francès de la Crítica de Cinema.
El seu primer llargmetratge, Comme des garçons, fou estrenar el 2018.

## Filmografia

### Courts métrages
- 2001 : Brooklyn 02 (codirector : Guillaume Paturel)
- 2002 : Valentine (codirector : Guillaume Paturel)
- 2008 : Meeting Vincent Gallo
- 2009 : Vinyl
- 2010 : Cheveu
- 2012 : Rose, maintenant
- 2014 : People are strange

### Llargmetratge
- 2018 :  Comme des garçons